# Canavese

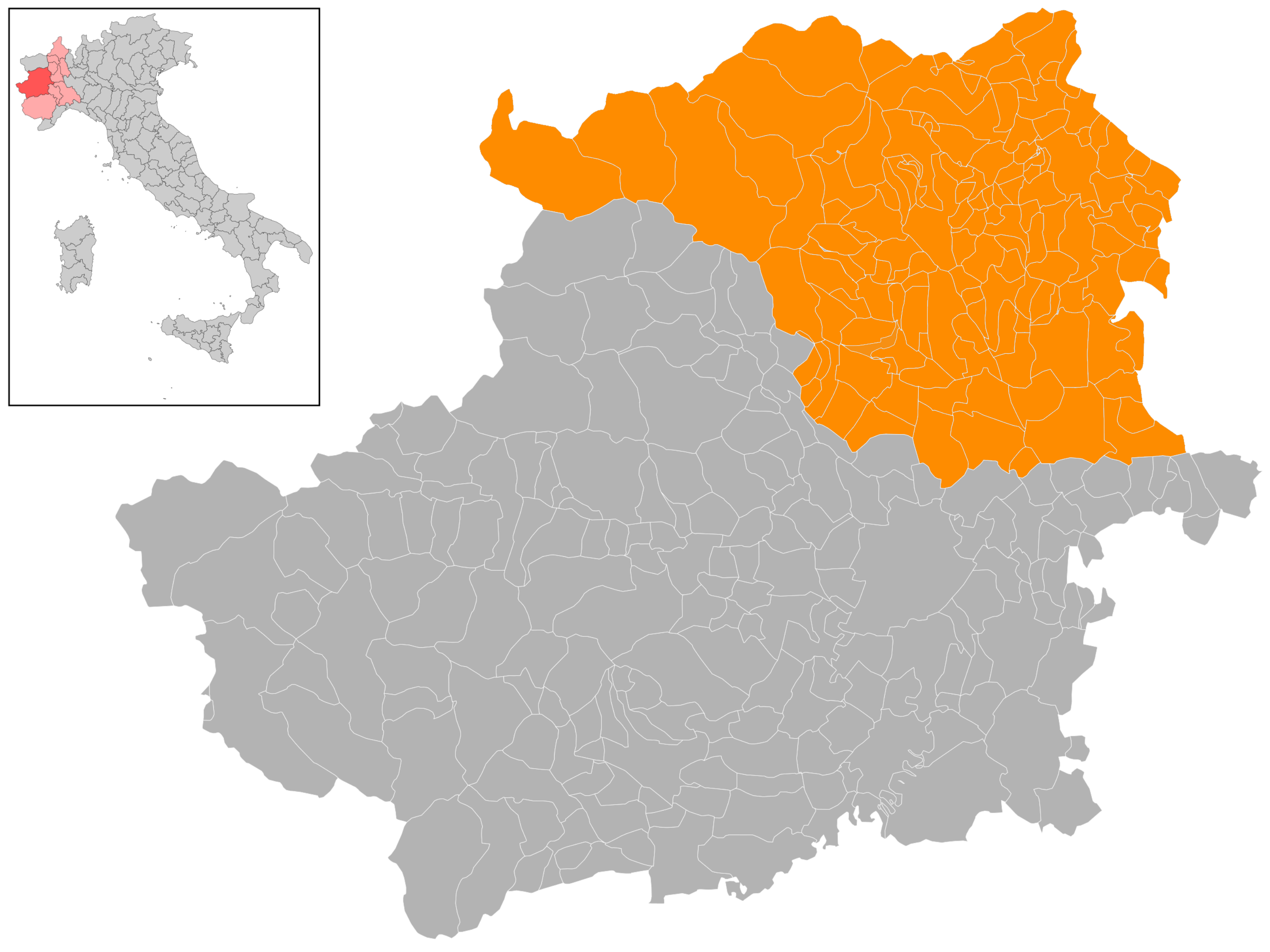
Region Canavese

Wappen

Das italienische Gebiet Canavese ist eine historische geografische Region südlich der Stadt Ivrea, wo Piemont auf das Aostatal trifft. Sie umfasst die Moränenhügel rund um den Lago di Viverone. Weiter östlich geht das Canavese in das Biellese rund um Biella über.
Das Gebiet ist bekannt für den gleichnamigen Wein mit DOC-Status, der hier produziert wird. Im Gebiet liegt der Sacro Monte di Belmonte.